# Proost (lied)
Proost is een lied van de Nederlandse rapformatie Broederliefde. Het werd in 2021 als single uitgebracht en stond in 2022 als negentiende track op het album Strandje aan de Maas.

## Achtergrond
Proost is geschreven door Emerson Akachar, Javiensley Dams, Jerzy Miquel Rocha Livramento, Melvin Silberie en Milangchelo Junior Martina en geproduceerd door Soundflow. Het is een nummer dat past in het genre nederhop met effecten uit de reggaeton. In het lied worden verschillende talen door elkaar gebruikt. Dit zijn Nederlands, Engels en Spaans. De bijbehorende videoclip is opgenomen in de Dominicaanse Republiek.

## Hitnoteringen
De rapformatie had bescheiden succes met het lied in Nederland. Het piekte op de 48e plaats van de Single Top 100 in de vier weken dat het in deze hitlijst te vinden was. De Top 40 en haar Tipparade werden niet bereikt.